# پنج شب با فردی ۲ (فیلم)
پنج شب با فردی ۲ (انگلیسی: Five Nights at Freddy's 2) یک فیلم ترسناک فراطبیعی آمریکایی آماده اکران به کارگردانی اما تامی است. این اولین دنباله فیلم پنج شب با فردی (۲۰۲۳) و دومین قسمت از مجموعه فیلم‌های این مجموعه محسوب می‌شود. این فیلم بر اساس مجموعه بازی‌های ویدیویی پنج شب با فردی ساخته است. جاش هاچرسون، الیزابت لیل، پایپر روبیو و متیو لیلارد در این فیلم نقش‌های خود را از فیلم قبلی بازی می‌کنند.
این فیلم در حال حاضر قرار است در تاریخ ۵ دسامبر ۲۰۲۵ توسط یونیورسال پیکچرز در ایالات متحده اکران شود.